# آتلي دوغلاس
آتلي دوغلاس (بالنرويجية البوكمول: Atle Douglas)‏ هو منافس ألعاب قوى نرويجي، ولد في 9 يونيو 1968 في أكسفورد في المملكة المتحدة.

## وصلات خارجية
- آتلي دوغلاس على موقع الاتحاد الدولي لألعاب القوى (الإنجليزية)
- آتلي دوغلاس على موقع أوليمبيديا (الإنجليزية)
- آتلي دوغلاس على موقع IMDb (الإنجليزية)